# Trochulus graminicola
Trochulus graminicola is een slakkensoort uit de familie van de Hygromiidae. De wetenschappelijke naam van de soort is voor het eerst geldig gepubliceerd in 1973 door Falkner.